# Hughes OH-6 Cayuse
El Hughes OH-6 Cayuse (apodado Loach) o Model 369 es un helicóptero de reconocimiento militar ligero de un turboeje cuatripala usado para transporte de personal, escolta, misiones de ataque y observación. Hughes también desarrolló el Model 369 como helicóptero civil, el Hughes Model 500, actualmente producido por MD Helicopters.

## Diseño y desarrollo

### Antecedentes
El diseño del Hughes Model 500 comenzó en 1960, cuando el Ejército de los Estados Unidos emitió un requerimiento para un nuevo helicóptero ligero de observación que sustituyera, no solo a los helicópteros Bell y Hiller, sino también a los aviones ligeros de enlace Cessna L-19. Tenía que estar propulsado por un pequeño motor turboeje, tener una velocidad de crucero de 200 km/h, ser capaz de realizar vuelo estacionario sin efecto suelo a 1830 m de altura, y poseer una autonomía de 3 horas en misiones de observación. Se le concedía un especial énfasis a la facilidad de mantenimiento y al bajo coste.
Al concurso se presentaron todas las empresas estadounidenses importantes dedicadas a la fabricación de helicópteros, y en 1961 se concedieron contratos a tres de ellas para que construyesen cinco prototipos cada una para evaluación. Los modelos Bell YOH-4A y Hiller YOH-5A descendían lógicamente de sus predecesores con motor alternativo ya en servicio, pero el Hughes OH-6A o Model 369 era completamente nuevo. El único helicóptero construido anteriormente por la compañía, exceptuando el inmenso y extravagante XH-17, había sido el muy ligero Model 269. Los tres contendientes hicieron sus primeros vuelos durante el invierno de 1962-63.

### Diseño
El OH-6A difería de sus rivales en diversos aspectos. El diseño apuntaba claramente a la maniobrabilidad y la baja resistencia (propiciadores de alta velocidad y bajo consumo de combustible) y disponía de un entonces inusual rotor parcialmente abisagrado de cuatro palas: en lugar de estar unidas a la cabeza mediante articulaciones convencionales de aleteo (batimiento) y puesta en bandera, cada pala de rotor estaba unida a la opuesta mediante 15 zunchos flexibles de acero inoxidable, de los que podían romperse hasta seis antes de que la pala pudiese separarse. Los forros reforzados de teflón de las bisagras y los amortiguadores sellados se habían diseñado para que no requiriesen mantenimiento. A causa de estas características, no existían las penalizaciones de complejidad y coste de mantenimiento correspondientes a un rotor de cuatro palas, pero sí sus ventajas: mejor respuesta a los mandos, menor diámetro discal y menos vibraciones a altas velocidades. La mejor controlabilidad procedía del diseño más eficaz de la pala, posible en rotores cuatripalas, por lo que, al contrario que sus competidores, el helicóptero Hughes pudo ser diseñado con un sistema de control manual, sin asistencia hidráulica, y que no necesitaba sistema de incremento de la estabilidad. Como el rotor era más pequeño, la viga de cola pudo ser más corta y ligera, pudiendo volar entre pequeños espacios en vuelo rasante.
En el fuselaje se habían hecho esfuerzos para reducir la resistencia. La sección era casi exactamente del ancho de los asientos delanteros y la planta motriz y la transmisión se habían diseñado para no rebasar esa dimensión. El motor se instaló en la sección trasera del fuselaje con el eje apuntando hacia arriba a 45° y terminando en un engranaje cónico sobre un eje común que accionaba el rotor principal y el de cola; en todo el sistema de transmisión solo había dos enlaces engranados y como el rotor era relativamente rígido, pudo montarse próximo al fuselaje sin que lo golpease durante las maniobras, reduciendo peso y resistencia. Incluso así, el corto pilón del rotor estaba cuidadosamente carenado.
Estructuralmente, el corazón del OH-6A era el compartimiento de carga, una caja de aleación resistente al choque situada directamente bajo el rotor y acomodando asientos plegables para dos pasajeros. El rotor giraba en torno a un mástil fijo sujeto al techo del compartimiento de carga; el mamparo frontal llevaba los asientos de los pilotos y el motor se instaló detrás, mientras las esquinas bajas servían como puntos de fijación para los patines. El combustible y las baterías se instalaron bajo el piso, así como un soporte para una ametralladora Minigun de seis tubos de 7,62 mm o un lanzagranadas XM75 quedó situado en el lado de babor del fuselaje.
El OH-6A demostró ser algunos cientos de kilos más ligero que el peso en vacío exigido por el Ejército estadounidense y, desde luego, más pequeño y ligero que cualquiera de sus rivales. Era también más rápido y con un peso máximo similar, capaz de transportar mayor carga útil o combustible y, por supuesto, con mayor alcance. Finalmente, era más maniobrable y fácil de pilotar. Tras un programa de evaluación de siete meses en Fort Rucker, Alabama, en los que se volaron más de 5000 horas, el OH-6A, bautizado Cayuse, siguiendo la tradición del Ejército estadounidense de adoptar nombres indios, fue declarado vencedor en mayo de 1965, pasando el mismo un pedido inicial de 714 ejemplares. Los pedidos totales se esperaba que superasen los 4000 aparatos.

### Problemas de construcción
El OH-6A Cayuse entró en servicio con el Ejército estadounidense en 1966. La producción creció rápidamente para satisfacer las necesidades en la guerra del Vietnam, y hacia 1968, Hughes fabricaba 70 Cayuse al mes. Pero comenzaron los problemas: la producción de aviones civiles y militares, particularmente en el sur de California, aumentaba tan rápidamente que algunos fabricantes, entre ellos Hughes, comenzaron a fracasar en sus objetivos de producción. A veces, algunos materiales y componentes eran difíciles de obtener y los precios crecieron. Entre tanto, Bell había rediseñado su infructuoso contendiente del programa LOH, el Bell 206/OH-4A, convirtiéndole en el muy mejorado Model 206A JetRanger, helicóptero civil. Descontento con el precio y los problemas de entrega que afectaban al programa Cayuse, el Ejército estadounidense reabrió el programa LOH a finales de 1967. Esta vez los tejanos tuvieron su resarcimiento, y un JetRanger modificado, el OH-58 Kiowa, fue elegido como ganador. Los pedidos existentes, que cubrían algo más de 1400 Cayuse, fueron completados antes de que la fabricación terminase en agosto de 1970.
El OH-6A consiguió una excelente reputación en combate en Vietnam, siendo el principal helicóptero de exploración del Ejército estadounidense durante los años de lucha más intensa. Los OH-6A volaron más de 2 millones de horas en Vietnam, ganándose el aprecio por su fiabilidad y resistencia a los daños en combate. Gracias a la compacta y robusta construcción del Cayuse, los pilotos le consideraban el más seguro. Después de Vietnam, los Cayuse supervivientes fueron sustituidos por Kiowa en las unidades regulares del Ejército estadounidense, pero continuaron prestando servicio con la Guardia Nacional hasta finales de la década de los 90.

### Hughes civil: el Model 500
En junio de 1965, Hughes anunció una versión civil de OH-6A, designada Model 500. En lo esencial sería similar al aparato militar, excepto porque su motor Allison 250-C18 tendría mayor potencia al nivel del mar; la turbina militar T63-A-5A era mecánicamente idéntica, pero había sido reducida en su régimen nominal un 20% para que pudiese proporcionar potencia constante a grandes alturas o con altas temperaturas.
El cierre prematuro de la línea del Cayuse fue un serio retroceso, pero no definitivo. La producción pasó a versiones comerciales y de exportación del OH-6A, el Model 500 comenzó en 1968 siendo rápidamente sucedido por el más potente Model 500C, con mejores prestaciones en climas cálidos y terrenos altos. El Model 500C se ofreció en versiones ejecutiva y utilitaria, y, paralelamente, como versión militar, el Model 500M, que era una variante de exportación del OH-6A. Aunque el JetRanger pareció derrotar de nuevo al Model 500 en el mercado comercial, el Model 500M obtuvo un discreto éxito entre usuarios militares en Europa y Sudamérica principalmente. En 1967, Hughes concertó acuerdos de fabricación bajo licencia con Nardi en Italia y con Kawasaki en Japón, al mismo tiempo que pedidos para las fuerzas armadas italianas y japonesas. En este último país, los 500M fueron denominados OH-6J.
En 1972, Hughes utilizó uno de los ejemplares originales YOH-6A de evaluación en un programa experimental tendente a reducir el ruido. Bautizado "The Quiet One" (El Silencioso), el helicóptero fue equipado con un sistema de escape y toma del motor tratado acústicamente, así como un nuevo rotor de cinco palas. Esas pruebas proporcionaron la base para una versión de serie considerablemente revisada, el Model 500D; el primer prototipo voló en agosto de 1974 y la versión de serie lo hizo en octubre del siguiente año, obteniendo la certificación de la Administración Federal de Aviación (FAA) en diciembre de 1976. El Model 500D llevaba un nuevo rotor de cinco palas que conservaba el sistema original de sujeción por zunchos y el diseño original de las palas. El nuevo rotor era necesario para absorber la mayor potencia del motor Allison 250-C20B, también introducido con el nuevo modelo, cuya característica externa más evidente era la nueva deriva en T con pequeñas superficies verticales en los bordes del estabilizador horizontal. Esta modificación mejoraba el manejo y la apariencia del aparato. Opcionalmente, el helicóptero podía recibir un rotor cuatripala de cola, que reducía considerablemente el ruido exterior. La nueva versión consiguió más éxitos que sus predecesores.

## Historia operacional

### Estados Unidos

#### Entrada en servicio
En 1964, el Departamento de Defensa de Estados Unidos emitió un memorando que ordenaba que todos los aviones de ala fija del Ejército de los Estados Unidos se transfirieran a la Fuerza Aérea de los Estados Unidos, mientras que el Ejército hacía la transición a las aeronaves de ala rotatoria. El avión de ala fija del Ejército, el O-1 Bird Dog, que se utilizaba para la observación y el reconocimiento de artillería, sería reemplazado por el helicóptero OH-6A. El helicóptero entró en servicio en 1966, llegando a la Guerra de Vietnam a partir de entonces. Los pilotos apodaron al nuevo helicóptero Loach, una palabra creada por la pronunciación del acrónimo del programa que generó el avión, LOH (Helicóptero Ligero de Observación).

#### Récords mundiales
Poco después de comenzada la producción, el OH-6 empezó a demostrar qué tipo de impacto tendría en el mundo de los helicópteros. El OH-6 estableció 23 récords mundiales para helicópteros en 1966 en velocidad, resistencia y tiempo de ascenso. El 26 de marzo de 1966, Jack Schwiebold estableció el récord de distancia en circuito cerrado en un YOH-6A, en la Base de la Fuerza Aérea Edwards, California. Voló sin aterrizar durante 1739,96 millas (2800,20 km). Posteriormente, el 6 de abril de 1966, Robert Ferry estableció el récord mundial de larga distancia para helicópteros. Voló desde Culver City, California, con más de una tonelada de combustible, a Ormond Beach, Florida, cubriendo un total de 1923,08 nm (2213,04 mi, 3561,55 km) en 15 horas, y cerca del final a una altitud de hasta 24 000 pies. En 2018, estos registros aún se mantenían.

#### Guerra de Vietnam
La CIA utilizó un par de OH-6A muy modificados a través de Air America para realizar una misión encubierta de interceptación de cables telefónicos en 1972. El helicóptero, denominado Hughes 500P (Penetrador), comenzó como un proyecto ARPA, con el nombre en código "Mainstreet", en 1968. El desarrollo incluyó vuelos de prueba y entrenamiento en Culver City (Aeropuerto Hughes), California, y en el Área 51 en 1971. Con el fin de reducir su firma acústica, los helicópteros (N351X y N352X) recibieron un rotor de cola estilo tijera de cuatro palas (luego se incorporó al AH-64 Apache diseñado por Hughes), una quinta pala del rotor y puntas de rotor reformadas, un sistema de escape modificado y varios aumentos en rendimiento. Desplegado en una base secreta en el sur de Laos (PS-44) en junio de 1972, uno de los helicópteros sufrió graves daños durante una misión de entrenamiento a finales del verano. El helicóptero restante realizó una intervención telefónica cerca de Vinh, Vietnam, en la noche del 5 al 6 de diciembre de 1972, lo que proporcionó a los Estados Unidos información útil durante la campaña Linebacker II y las conversaciones de paz de París. Poco después, el helicóptero fue devuelto a Estados Unidos, desmantelado y discretamente colocado como un Model 500 estándar.
964 aparatos de los 1422 OH-6A construidos para el Ejército fueron destruidos en Vietnam, principalmente por fuego terrestre hostil.

### 160º Regimiento de Aviación de Operaciones Especiales
Más información: MH-6 Little Bird
Tras el fracaso de abril de 1980 de la Operación Garra del Águila (el intento de rescate de rehenes estadounidenses en Teherán), se determinó que los militares carecían de los aviones y tripulaciones entrenados y preparados para realizar misiones de operaciones especiales. Para remediar esta deficiencia, el Ejército comenzó a desarrollar una fuerza especial de aviación para prepararse para el próximo intento de rescate de los rehenes: la Operación Honey Badger.

#### Task Force 160
Los arquitectos del grupo de trabajo identificaron la necesidad de un pequeño helicóptero para aterrizar en los lugares más restrictivos y que también se transportara fácilmente en aviones de transporte de la Fuerza Aérea. Eligieron el helicóptero explorador OH-6A para desempeñar ese papel, y fue conocido como Little Bird (Pájaro Pequeño) en comparación con las otras aeronaves de la fuerza de tareas, el MH-60 y el MH-47. Como parte separada del proyecto, estaban siendo desarrollados OH-6A armados en Fort Rucker, Alabama.
Los pilotos seleccionados para volar los helicópteros OH-6A procedían del 229º Batallón de Helicópteros de Ataque y fueron enviados al Centro de Apoyo a la Aviación del Ejército de la Guardia Nacional del Ejército de Misisipi (AASF) en Gulfport, Misisipi, durante dos semanas de entrenamiento de calificación en el aparato. Cuando se completó el entrenamiento, un avión C-141 transportó las aeronaves y tripulaciones a Fort Huachuca, Arizona, para dos semanas de entrenamiento de misión. El entrenamiento de misión consistía en cargar las aeronaves en un avión de transporte C-130 que luego las transportaría a áreas de ensayo sobre rutas de hasta 1000 millas náuticas (1900 km). La aeronave OH-6 armada de Fort Rucker se unió al programa de entrenamiento en el otoño de 1980.
La operación Honey Badger fue cancelada después de que los rehenes fueron liberados el 20 de enero de 1981, y por un corto tiempo, parecía que la fuerza de tareas se disolvería y el personal regresaría a sus antiguas unidades. Pero el Ejército decidió que sería más prudente mantener la unidad para estar preparados para futuras contingencias. La fuerza de tareas, que había sido designada como Fuerza de Tareas 158, pronto se formó en el 160º Batallón de Aviación. Los helicópteros OH-6A utilizados para transportar personal se convirtieron en los MH-6 de la Light Assault Company y los OH-6A armados se convirtieron en los AH-6 de la Light Attack Company.
El 1 de octubre de 1986, para ayudar a satisfacer las crecientes demandas de apoyo, el 1-245° Batallón de Aviación de la Guardia Nacional de Oklahoma, que tenía 25 helicópteros AH-6 y 23 UH-1, se colocó bajo el control operativo del 160°. El 1-245º AVN BN alistado fue enviado al Centro de Apoyo a la Aviación del Ejército de la Guardia Nacional del Ejército de Misisipi (AASF) en Gulfport, Misisipi, durante dos semanas de entrenamiento de calificación en la aeronave. La siguiente misión de dos semanas fue a Yuma para entrenamiento en operaciones nocturnas. Los AH/MH Little Bird fueron transportados por un C-5 y dos C-130, junto con todos los equipos de apoyo para el Batallón. Las tripulaciones entrenaron lado a lado con el 160º para todos los conceptos operativos. El 1-245 modificó gafas de visión nocturna de infantería y trabajó para desarrollar las habilidades necesarias para el rápido despliegue con Little Bird y C-130.

### Argentina
Entraron en servicio en la Fuerza Aérea Argentina en 1969. Actualmente se encuentran asignados al Grupo Aéreo 7 de la VII Brigada Aérea. Estos helicópteros tienen un RWR de fabricación nacional.
En los años 70, se vieron involucrados en operaciones antárticas de rescate en Base Brown y Base Esperanza, cumpliendo sus misiones sin estar preparados para realizar este tipo de operaciones.
Tanto durante el Conflicto del Beagle como en la Guerra de Malvinas, fueron desplegados a diferentes sectores de la Patagonia argentina, sin entrar en situación de combate.
En los años 90, comenzaron a operar al servicio del Plan Nacional de Manejo del Fuego, involucrándose en la lucha contra incendios forestales.
En mayo de 1998 se vieron abocados a la realización de decenas de evacuaciones sanitarias como consecuencia de las inundaciones en el Litoral argentino provocadas por el fenómeno El Niño.
Desde 1994, dos unidades formaron parte de UNFLIGHT, el componente aéreo de la Fuerza de Tareas Argentina en la misión UNFICYP de la ONU en Chipre, cumpliendo de manera exitosa hasta la actualidad. Se realizan funciones de observación, transporte, traslado de autoridades, búsqueda y rescate, etc.
Participan en variados ejercicios de la FAA, asistiendo como unidades de escolta y exploración en ejercicios tales como el Valkyria (en la IV Brigada Aérea, búsqueda y rescate en combate).
En el 2023, se prevé su modernización por los Grupos Técnicos de las Áreas de Material Río Cuarto (ARMACUAR) y Quilmes (AMQ).

## Variantes

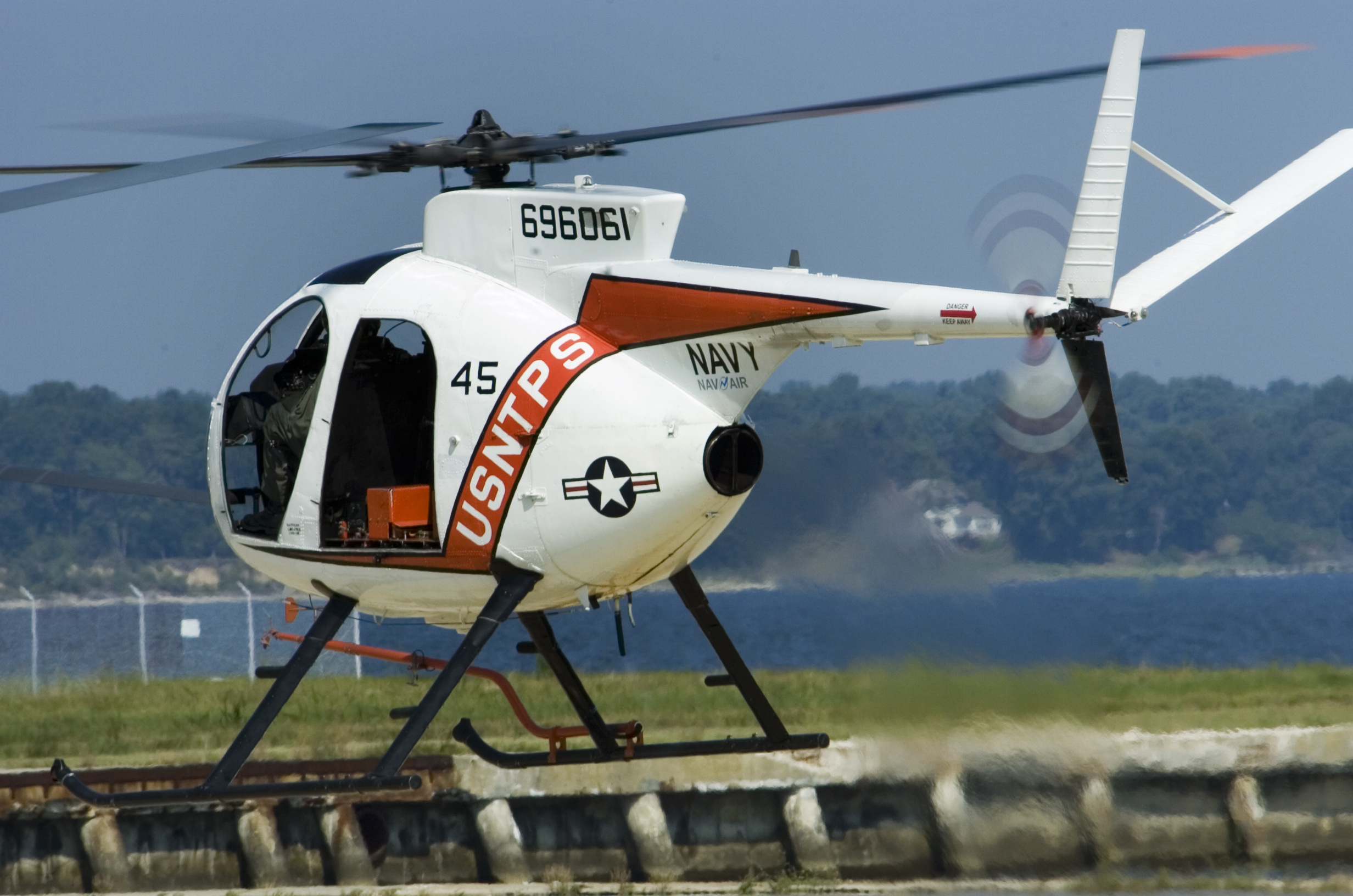
Un helicóptero TH-6B Cayuse despega en un vuelo de entrenamiento desde NAS Patuxent River, Maryland.

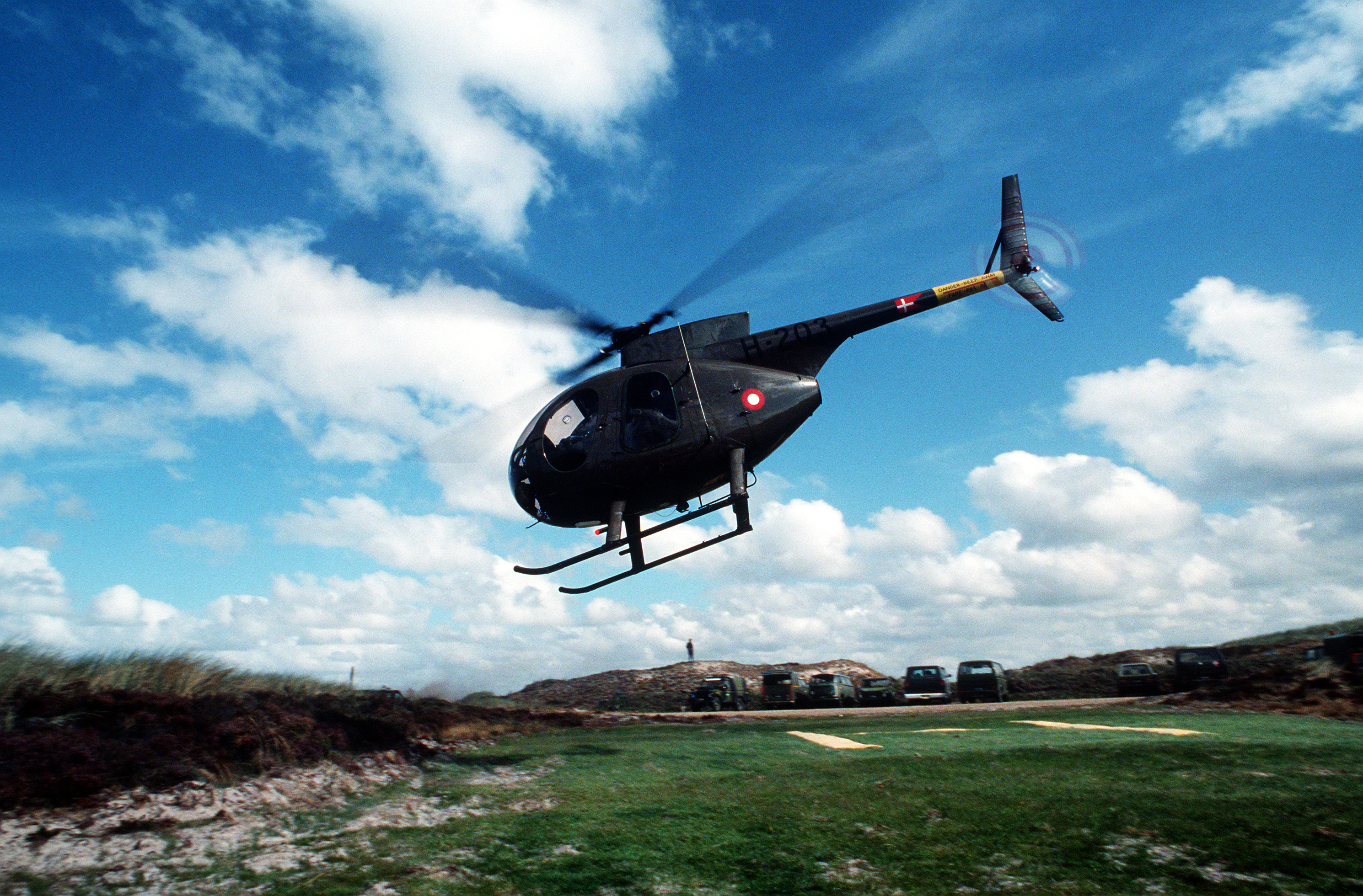
Un helicóptero OH-6 Cayuse danés despegando.

YOH-6A
Versión prototipo.
OH-6A
Helicóptero ligero de observación, propulsado por un motor turboeje Allison T63-A5A de 263 kW (352 shp).
OH-6A NOTAR
Versión experimental.
OH-6B
Versión remotorizada, propulsada por un motor turboeje Allison T63-A-720 de 298 kW (400 shp).
OH-6C
Versión propuesta, propulsada por un motor turboeje Allison 25-C20 de 313,32 kW (420 shp), equipada con cinco palas de rotor.
OH-6J
Helicóptero ligero de observación basado en el OH-6A Cayuse para la JGSDF. Construido por Kawasaki Heavy Industries bajo licencia en Japón.
OH-6D
Helicóptero ligero de observación y exploración basado en el Model 500D para la JGSDF. Construido por Kawasaki Heavy Industries bajo licencia en Japón.
OH-6DA
En lugar del ya no producido OH-6D, la JMSDF compró algunos MD 500E para entrenamiento, llamándolos OH-6DA.
EH-6B
Versión de guerra electrónica y puesto de mando de Operaciones Especiales.
MH-6B
Versión de Operaciones Especiales.
TH-6B
Un derivado de la Armada estadounidense del MD 369H, seis aeronaves de Conversión de Campaña McDonnell Douglas TH-6B se usan como parte integral del programa de entrenamiento de pilotos de pruebas de la Escuela Naval de Pilotos de Pruebas de Estados Unidos. Las aeronaves e instrumentación y aviónica asociadas se usan para la instrucción en vuelo y la demostración de técnicas de pruebas de vuelo de cualidades de vuelo, prestaciones y sistemas de misión.
AH-6C
OH-6A modificados para llevar armas y operar como aeronaves ligeras de ataque para el 160th SOAR(A).
MH-6C
Versión de Operaciones Especiales.
Para las otras variantes AH-6 y MH-6, ver MH-6 Little Bird y Boeing AH-6.

## Operadores
Argentina
- FAA: tiene 9 en servicio.[7]

 Baréin
 Bolivia
 Colombia
- Fuerza Aérea Colombiana
- Policía Nacional

 Corea del Sur
 Costa Rica
 Dinamarca
 República Dominicana
- Fuerza Aérea Dominicana

 Ecuador
 España

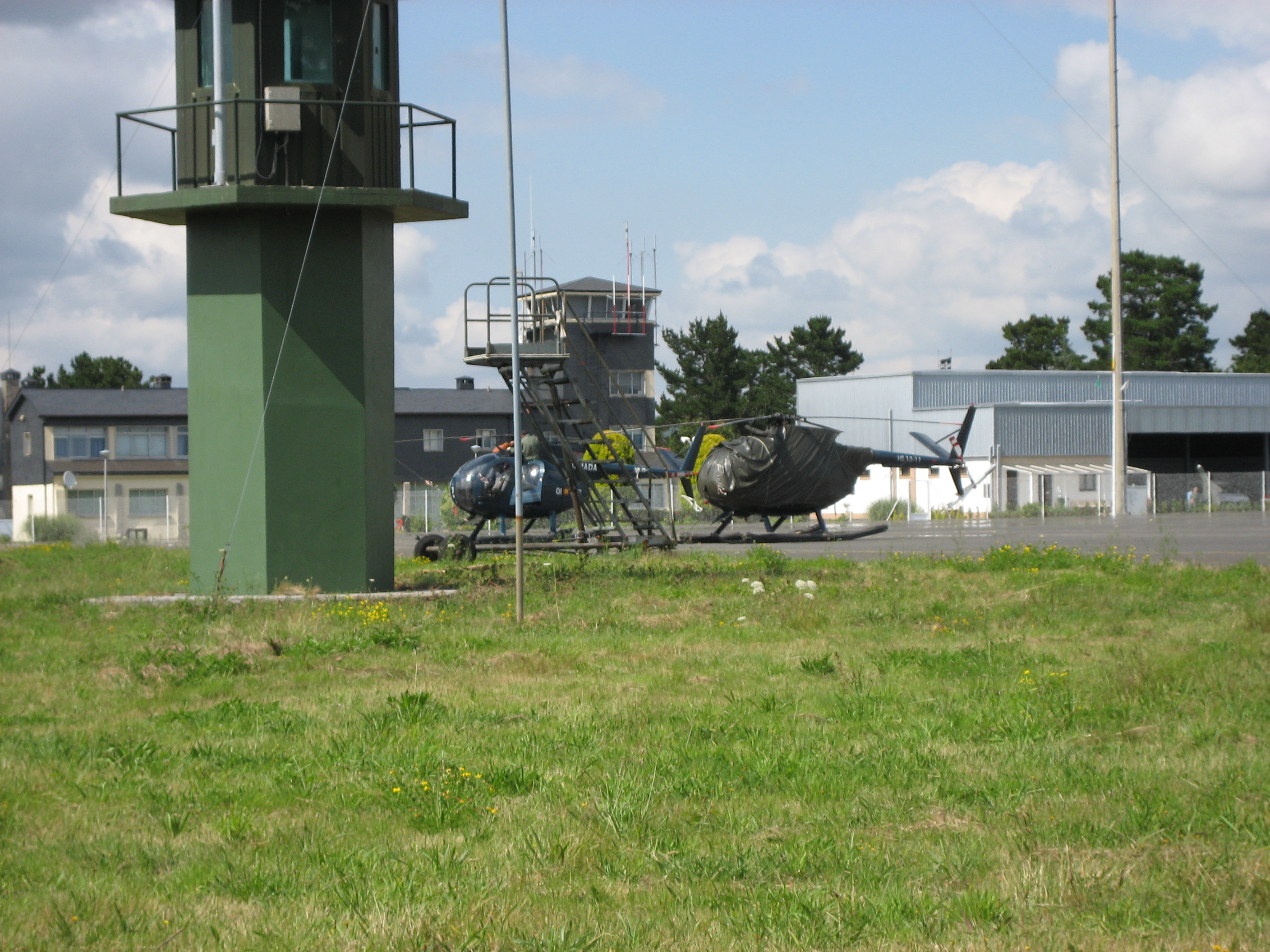
Dos OH-6 Cayuse de la Armada Española en el Aeródromo Militar de Santiago.

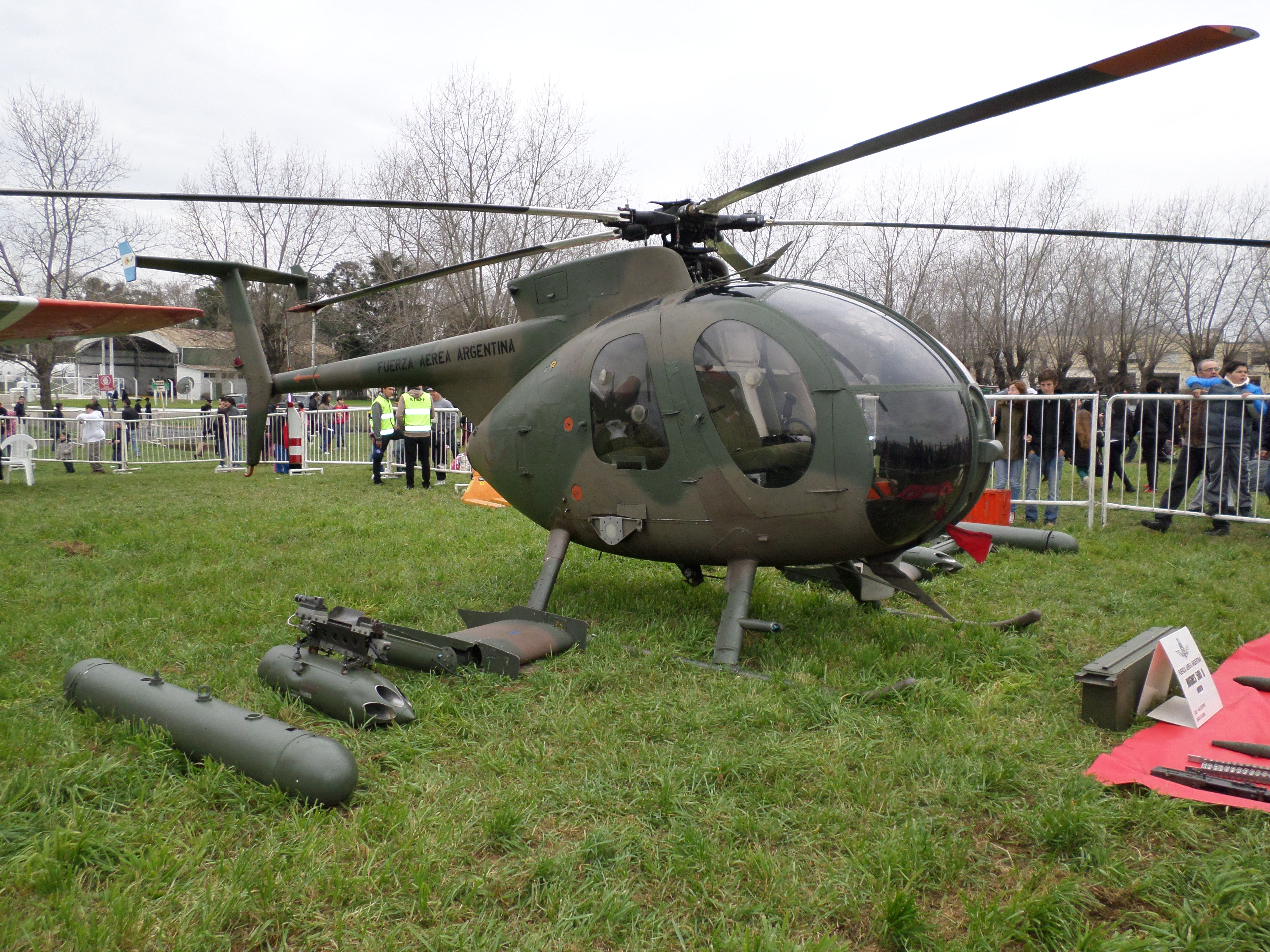
Hughes 500 «Avispa» de la Fuerza Aérea Argentina en «Argentina Vuela», Morón, Buenos Aires, Argentina.

- Armada Española: 14 aparatos fueron adquiridos en 1972. Dados de baja en 2023.[8]

 El Salvador
 Estados Unidos
- Ejército de los Estados Unidos
- Armada de los Estados Unidos
- Blackwater USA

 Filipinas
 Finlandia
 Haití
 Honduras
 Indonesia
 Irak
 Israel
 Italia
 Japón
 Jordania
 Kenia
 Mauritania
 Marruecos
 Nicaragua
 República de China
- Marina de la República de China: 13 500MD ASW Defender.
- Cuerpo de Marines de la República de China: OH-6 Cayuse.

## Especificaciones (AH-6C)

### Características generales
- Tripulación: Dos
- Capacidad: Dos pasajeros
- Longitud: 9,4 m (30,8 ft)
- Diámetro rotor principal: 8,3 m (27,3 ft)
- Altura: 2,6 m (8,5 ft)
- Peso vacío: 896 kg (1974,8 lb)
- Peso máximo al despegue: 1610 kg (3548,4 lb)
- Planta motriz: 1× turboeje Allison T63-A-5A o T63-A-700.
  - Potencia: 236 kW (325 HP; 321 CV)

### Rendimiento
- Velocidad máxima operativa (Vno): 282 km/h (175 MPH; 152 kt)
- Velocidad crucero (Vc): 250 km/h (155 MPH; 135 kt)
- Alcance: 430 km (232 nmi; 267 mi)
- Techo de vuelo: 4875 m (15 994 ft)
- Régimen de ascenso: 10,5 m/s (2067 ft/min)

### Armamento
- Ametralladoras: 

  - 2x M60 o M134 Minigun de 7,62 mm
  - 2 de 12,7 mm en contenedores
- Cohetes: 

  - 14x Hydra 70 de 70 mm en dos contenedores
- Misiles: 

  - 4x TOW en dos contenedores
  - 4x Hellfire en dos contenedores

## Aeronaves relacionadas

### Desarrollos relacionados
- MH-6 Little Bird
- MD Helicopters MD 500
- MD 500 Defender

### Aeronaves similares
- Cicaré CH-14
- Fairchild Hiller YOH-5
- Bell YOH-4
- OH-58 Kiowa
- Bell ARH-70
- Aérospatiale Gazelle
- PZL SW-4
- Westland Scout
- Mil Mi-34

### Secuencias de designación
- Secuencia HO-_ (Helicópteros de Observación del Ejército estadounidense, 1956-1962): ← HO-3 - HO-4 - HO-5 - HO-6
- Secuencia H-_ (Helicópteros estadounidenses, redesignación de 1962 usando números antiguos): ← H-3 (SH-3, CH-3/HH-3) - H-4 - H-5 - H-6 (OH-6, AH-6, MH-6)
- Secuencia Z._ (Helicópteros del Ejército del Aire español, 1954-1978): ← Z.10/B - Z.11 - Z.12 - Z.13 - Z.14 - Z.15 - Z.16 →
- Secuencia H._ (Helicópteros del Ejército del Aire español, 1978-presente): ← HD/HU.10/B - HD.11 - HR.12 - HS.13 - HA.14 - HR/HA/HRA.15 - HD/HE.16 →